# Initiative Zukunft Ohne Gewalt – Gewaltfreie Familien, Beziehungen, Gesellschaft
Die „Initiative Zukunft Ohne Gewalt“ (IZOG) wurde 2020 ins Leben gerufen und 2022 in einen gemeinnützigen Verein umgewandelt. Die Gründerin und Vorstandsvorsitzende Wiebke Wiedeck lenkt mit diesem Verein die Aufmerksamkeit auf Häusliche Gewalt und Gewalt im sozialen Nahbereich. Im Zentrum der Initiative steht die Entwicklung effektiver Strategien zur Förderung einer gewaltfreien Gesellschaft, vor allem die Vermeidung von Gewalt innerhalb der Familie/im sozialen Nahbereich. Hauptaugenmerk liegt dabei auf der Prävention, mit dem Ziel, potenzielle Täter oder Täterinnen für die Thematik zu sensibilisieren.
IZOG lenkt als Verein und Initiative vor allem auch den Fokus auf Menschen mit Behinderungen und wirkt inklusiv.

## Grundsätze und Ziele
IZOG vertritt die Auffassung, dass jede Form von Gewalt eine bewusste Entscheidung darstellt. Das gilt für Täter oder Täterinnen und für diejenigen, die wegschauen. IZOG macht diese Realität sichtbar und fordert die Verantwortung der Täter oder Täterinnen ein. Dazu erforscht IZOG die Ursachen von Beziehungsgewalt in Deutschland und ruft zu einem großen gesellschaftlichen Umdenken auf: jegliche Gewalt, insbesondere familiäre und Beziehungsgewalt ist nie rechtfertigbar, und die Verantwortung dafür muss vollständig anerkannt und übernommen werden. Ziel ist es, Gewaltmuster zu zerbrechen und Gewaltspiralen zu beenden und dabei bestehende gesellschaftliche Missstände deutlich zu machen, die familiäre Gewalt, Gewalt im sozialen Nahbereich und sexualisierte Gewalt im sozialen Nahbereich fördern, stabilisieren und möglich machen.
Im Zentrum des Vereins steht die Entwicklung effektiver Strategien zur Förderung einer gewaltfreien Gesellschaft. IZOG bietet dazu eine Reihe von Aufklärungs- und Präventivangeboten an, darunter Workshops, Vorträge, informative Videos und Fachliteratur. Ziel ist es, Bewusstsein zu schaffen und potenzielle Täter oder Täterinnen dazu zu bewegen, die eigene Verantwortung für die psychische und körperliche Schädigung anderer Menschen zu erkennen. Die Angebote sind so gestaltet, dass sie nicht nur informieren, sondern auch Wege aufzeigen, wie Aggression und Gewalt durch konstruktive Strategien ersetzt werden können.

## Präventions- und Aufklärungsarbeit
Im Mittelpunkt der Arbeit der IZOG stehen die Entwicklung und Umsetzung effektiver Strategien zur Förderung einer gewaltfreien Gesellschaft. Dazu gehören:
- ‘‘Feldstudie’‘: Erforschung der Ursachen von Beziehungsgewalt im Kontakt mit über 400 Vereine und Institutionen, die Betroffene und Täter oder Täterinnen betreuen; zusätzlich werden in die Studie Betroffene von Gewalt im sozialen Nahbereich einbezogen.
- ‘‘Workshops und Vorträge’‘: Sensibilisierung potenzieller Täter oder Täterinnen durch Bildungsangebote und Interviews.[3]
- ‘‘Informative Videos und Fachliteratur’‘: Aufklärung über die Ursachen und Folgen von Gewalt.[4]
- ‘‘Selbstreflexion und Handlungsmotive’‘: Förderung der Selbstreflexion bei potenziellen Tätern oder Täterinnen zur Entwicklung konstruktiver Konfliktbewältigungsstrategien.[5]
- ‘‘Öffentlichkeitsarbeit’‘
- ‘‘Kampagnen’‘

IZOG engagiert sich, um eine gesellschaftliche Kultur zu schaffen, in der Gewalt im sozialen Nahbereich nicht toleriert wird. Ein besonderes Augenmerk richtet IZOG dabei auf die Unterstützung von Menschen mit Behinderungen.

## Finanzierung und Unterstützung
IZOG ist Mitglied bei der Initiative Transparente Zivilgesellschaft, finanziell komplett unabhängig und wird aktuell nur von Spenden getragen. Die Mitglieder engagieren sich alle ehrenamtlich.